# Las Parejas
Las Parejas är en ort i Argentina.   Den ligger i provinsen Santa Fe, i den centrala delen av landet, 400 km nordväst om huvudstaden Buenos Aires. Las Parejas ligger 104 meter över havet och antalet invånare är 11 317.
Terrängen runt Las Parejas är mycket platt. Närmaste större samhälle är Cañada de Gómez, 18,5 km sydost om Las Parejas.
Trakten runt Las Parejas består till största delen av jordbruksmark. Runt Las Parejas är det glesbefolkat, med 20 invånare per kvadratkilometer.